# Мурзенко, Владимир Григорьевич
Влади́мир Григо́рьевич Мурзе́нко (26 апреля 1937 — 1 декабря 2017) — бригадир комплексной бригады шахты «Красный партизан», Украинская ССР. Герой Социалистического Труда (1973). Герой Украины (2001).

## Биография
Родился 26 апреля 1937 года в совхозе «Провальский» села Провалье Свердловского района Луганской области.
Окончил Кадиевский горный техникум по специальности «горный электромеханик».
Служил в армии. Работал слесарем по ремонту на шахте «Красный партизан».
- С 1960 года — на обогатительной фабрике «Красный партизан» предприятия «Свердловантрацит», Луганская область:
  - в 1962−1964 — электрослесарь,
  - в 1964−1967 — механик участка,
  - в 1968 — горняк очистного забоя,
  - с 1969 — сменный механик, механик участка,
  - с 1970 — начальник участка, бригадир комплексной бригады.
- С 2005 по 2006 годы работал директором центральной обогатительной фабрики «Краснопартизанская» ГП «Свердловантрацит».

В 2006 году ушёл на заслуженный отдых.

## Память
В августе 2009 года в городе Свердловске (Луганская область) был установлен его прижизненный бюст.

## Признание и награды
- 29 декабря 1973 года Указом Президиума Верховного Совета СССР В. Г. Мурзенко присвоено звания Герой Социалистического Труда.
- Награждён двумя орденами Ленина, орденом Октябрьской Революции; знаками «Шахтёрская доблесть» III, II степеней; «Шахтёрская слава» трёх степеней; Золотой медалью ВДНХ СССР, орденами «За заслуги» II (2004) и III (1999) степеней.
- Герой Украины (с вручением ордена Державы, 19 декабря 2001 — за самоотверженный шахтёрский труд, достижение высоких в угольной отрасли показателей по добыче угля)[4].
- Лауреат премии Ленинского комсомола.
- Заслуженный шахтёр Украины.
- Почетный механизатор угольной промышленности.
- Почётный гражданин Луганщины (2005) и города Свердловска.
- В 2000 году включён в «Золотую Книгу Украины».
- Первый дважды Герой Труда Луганщины[5].